# TBA
To be announced (TBA, vil blive annonceret), to be confirmed (TBC, vil blive bekræftet) og to be determined (eller to be decided) (TBD, vil blive besluttet) er begreber hhv. forkortelser, der benyttes bredt ved omtale af kommende begivenheder, udgivelser mv., der er planlagte eller forventede, men hvor konkrete detaljer endnu ikke er annoncerede, bekræftede eller besluttede. De indsættes typisk steder, hvor man ellers ville angive datoer, navne etc., men hvor disse endnu ikke ligger fast.

## TBA vs. TBC vs. TBD
De tre begreber hhv. forkortelser ligner umiddelbart hinanden men bruges ved forskellige grader af manglende fastlæggelse:
- To be determined (TBD) - muligheden, tidspunktet, lokaliteten etc. er endnu ikke besluttet.
- To be announced (TBA) - detaljer er måske besluttede men er endnu ikke klar til at blive annonceret.
- To be confirmed (TBC) - detaljer er måske besluttede og offentliggjort men kan stadig ændres.

På engelsk bruges af og til lignende sætninger med samme meninger og forkortelser så som "to be ascertained", "to be arranged", "to be advised", "to be adjudicated", "to be done", "to be decided" og "to be declared".
Brugen af forkortelsen TBA kendes fra 1955  og TBD fra 1967.

## Eksempler
De forskellige begreber hhv. forkortelser bruges ofte til at annoncere over for offentligheden, at noget endnu ikke ligger fast, for eksempel hvem der skal tale eller optræde i en given sammenhæng. De bruges ofte også ved kommende udgivelser så som film, hvor udgivelsesdatoen eller titlen endnu ikke er annonceret eller besluttet. Det bruges også i sportsturneringer, især ved playoff-kampe, hvor den ene deltager kendes, men hvor andre hold først skal spille kampe, før det står klart, hvem af dem der kommer til at deltage i den pågældende playoff-kamp. Myndigheder og virksomheder kan bruge begreberne til at vise, at en ubesat stilling forventes at blive besat, eller at en bestemt person vil blive ansat i en endnu ikke oprettet stilling.